# Veronicastrum longispicatum
Veronicastrum longispicatum là một loài thực vật có hoa trong họ Mã đề. Loài này được (Merr.) T. Yamaz. miêu tả khoa học đầu tiên năm 1957.